# FK Varnsdorf
Der FK Varnsdorf ist ein tschechischer Fußballverein aus Varnsdorf. Bis zu seiner Umbenennung im Jahr 2011 hieß der Verein SK Slovan Varnsdorf.

## Vereinsgeschichte
Varnsdorf verfügte bis 1945 über eine mehrheitlich deutsche Bevölkerung. Im Jahr 1907 wurde mit dem DFC Warnsdorf der erste Fußballklub im Ort gegründet, im Jahr 1912 folgte der SK Edelgrund, der ab 1919 SK Germania Warnsdorf hieß. Der DFC und Germania schlossen sich 1931 zum Warnsdorfer FK zusammen, der 1940 zur NSTG wurde.
Die tschechischen Bewohner gründeten im Jahr 1938 den SK Hraničáři Varnsdorf. Nach der Vertreibung der deutschen Bevölkerung nach dem Ende des Zweiten Weltkriegs war der SK Hraničáři zunächst der einzige Klub der Stadt. Ende der 1940er Jahre kam der Verein unter das Patronat der Elite-Werke und firmierte fortan unter dem Namen Sokol Elite Varnsdorf. Im Jahr 1952 entstand mit Sokol Velveta Varnsdorf – dieser Klub war dem Velveta-Werk unterstellt – ein weiterer Verein.
Sowohl Elite als auch Velveta nahmen 1952 an der Krajská soutěž teil. Dies war damals die nach der landesweiten 1. Liga die zweithöchste Spielklasse, in der mehr als 200 Mannschaften mitwirkten. Nur ein Jahr später, 1953, kam es im Zuge einer Reorganisation des tschechoslowakischen Sports auch zu einer Fusion der beiden Varnsdorfer Vereine Elite und Velveta: Der neue Verein hieß Jiskra und spielte nunmehr drittklassig. Bereits 1955 gab es eine weitere Reorganisation, wodurch Jiskra nur noch viertklassig war. Im Jahr 1957 fusionierte Jiskra mit Spartak Varnsdorf zu Slovan Varnsdorf. Im Jahr 2011 erfolgte eine weitere Umbenennung, und zwar in FK Varnsdorf. Diesen Namen hat der Klub bis heute beibehalten.
Bis 1975 nutzten die Vereine in Varnsdorf den 1911 vom DFC errichteten Platz in der Nähe des Bahnhofs. Im Jahr 1967 wurde mit dem Bau eines neuen Stadions (Kotlina bzw. v Kotlině) unweit der Schule begonnen. Das Stadion am Bahnhof wurde abgerissen und durch Gebäude des Velveta-Werks ersetzt.
Slovan trat bis Ende der 1990er Jahre überregional nie in Erscheinung, im Jahr 1998 gelang der Mannschaft der Aufstieg in die ČFL, die dritthöchste tschechische Liga. Durch die Lizenzverweigerung für den Erstliga-Absteiger FK Bohemians Prag und mangels Lizenzbewerbungen der Drittligisten auf den Plätzen zwei bis fünf stieg Slovan Varnsdorf als Sechstplatzierter der 3. Liga in der Saison 2009/10 in die 2. Liga auf. In der ersten Zweitliga-Saison 2010/11 konnte durch einen 13. Platz am Saisonende die Klasse gehalten werden. Im zweiten Jahr der Zweitliga-Zugehörigkeit hatte der mittlerweile in FK Varnsdorf umbenannte Klub mit dem Abstiegskampf wenig zu tun und belegte am Ende der Saison einen gesicherten Mittelfeldplatz. In der Saison 2012/13 erreichte die Mannschaft gar den fünften Tabellenplatz und spielt weiterhin zweitklassig. Mit dem Punktgewinn beim 0:0-Unentschieden im Heimspiel des vorletzten Spieltags der Saison 2014/15 gegen Tabellenführer Sigma Olmütz sicherte sich der Verein den zweiten Tabellenplatz, der zum erstmaligen Aufstieg in die höchste tschechische Spielklasse berechtigt hätte. Jedoch wurde Varnsdorf die Lizenz verweigert und es stieg stattdessen der Dritte FC Fastav Zlín auf.

## Vereinsnamen
- 1938 SK Hraničáři Varnsdorf
- 194? Sokol Elite Varnsdorf
- 1953 DSO Jiskra Varnsdorf (Fusion mit Sokol Velveta Varnsdorf)
- 1957 TJ Slovan Varnsdorf (Fusion mit TJ Spartak Varnsdorf)
- 1996 SK Slovan Varnsdorf
- seit 2011 FK Varnsdorf